# Карін (село)
Карін (вірм. Կարին) — село в марзі Арагацотн, на заході Вірменії. Село підпорядковується сусідньому селу Сасунік.